# Jolly (Texas)
Jolly es una ciudad ubicada en el condado de Clay en el estado estadounidense de Texas. En el Censo de 2010 tenía una población de 172 habitantes y una densidad poblacional de 67,35 personas por km².

## Geografía
Jolly se encuentra ubicada en las coordenadas 33°52′31″N 98°20′57″O / 33.87528, -98.34917. Según la Oficina del Censo de los Estados Unidos, Jolly tiene una superficie total de 2.55 km², de la cual 2.55 km² corresponden a tierra firme y (0.3%) 0.01 km² es agua.

## Demografía
Según el censo de 2010, había 172 personas residiendo en Jolly. La densidad de población era de 67,35 hab./km². De los 172 habitantes, Jolly estaba compuesto por el 98.26% blancos, el 0% eran afroamericanos, el 0% eran amerindios, el 0.58% eran asiáticos, el 0% eran isleños del Pacífico, el 0% eran de otras razas y el 1.16% pertenecían a dos o más razas. Del total de la población el 0% eran hispanos o latinos de cualquier raza.